# André Beauneveu
André Beauneveu (Valenciennes, c.1335 - Bourges, c.1400) foi um escultor e pintor da França. Foi um dos principais artistas das cortes de Carlos V e de seu irmão João, Duque de Berry. A história relata que realizou grande número de obras, mas poucas das que se lhe atribuem têm autoria garantida, e muitas foram destruídas, como as tumbas que esculpiu para Carlos V e seus parentes, que haviam sido instaladas na Basílica de Saint-Denis e das quais só restam as efígies. O Saltério de João de Berry, hoje no Museu do Louvre, é provavelmente uma obra sua.